# Бойова машина підтримки танків
Бойова машина підтримки танків (БМПТ) — бойова машина, призначена для ведення бойових дій в бойовому порядку бронетанкових військ і вогневої підтримки танків на полі бою. Машина покликана боротися з піхотою, вертольотами і легкоброньованою технікою, що становлять загрозу для танків на полі бою.
Першою машиною даного класу був Об'єкт 781, розроблений в СРСР в 1980-х роках на ЧТЗ. Останньою моделлю є Об'єкт 199, випущений на базі Т-90 на Уралвагонзаводі.

## Концепція
БМПТ є реалізацією альтернативної концепції організації бойового порядку бронетанкових військ. БМПТ покликана замінити на полі бою механізований десант, який забезпечує захист танків від ураження протитанковими засобами противника.
БМПТ призначена для ефективного придушення живої сили противника, оснащеної гранатометами, протитанковими комплексами, стрілецькою зброєю; є також можливість вражати з ходу і з місця танки, БМП, ДОТи, ДЗОТи та інші високозахищені цілі. Також подолання по дну водних перешкод.
Одна БМПТ по своїй вогневій потужності перевершує два мотострілецьких взводи — 6 БМП і близько 40 чоловік особового складу. За розрахунками фахівців, така машина повинна бути одна на три танка (взвод).

## Історія
З появою танків на полях битв Першої світової війни постало питання про їх роль в армії. Оскільки перші моделі танків тих часів були вкрай недосконалі і мали низьку рухливість, то панувало уявлення про танки лише як про допоміжний рід військ. Основною же ударною силою як і раніше залишалася піхота. Такий погляд на ведення сучасної війни зберігався аж до початку Другої світової війни. В принципі, вже під час громадянської війни в Іспанії і під час зіткнень на Халхін-Голі стало ясно, що танки поступово стають основним ударним видом військ, який володіє абсолютно новими і недосяжними для піхотних підрозділів показниками захищеності, рухливості і вогневої потужності. Повною ж мірою це продемонстрував німецький досвід бліцкригу в Польщі і Франції. Виявилося, що добре спланований і організований наступ танкових частин здатний прорвати практично будь-яку оборону противника і розвинути успіх на значну глибину.
Однак танки були абсолютно непридатні для дії в лісистій, болотистій та гірській місцевості, а також були вкрай вразливі в міських боях. Крім того, очищати зайняту територію від залишків відступаючого противника і партизан, а також контролювати цю територію танкові частини виявилися не здатні. Таким чином, постало питання про супроводження танків рухливими частинами піхоти, яку забезпечували спочатку автомобільним транспортом, а потім і спеціальними бойовими машинами: бронетранспортерами та бойовими машинами піхоти.
Однак через те, що перед машинами, які забезпечують піхоті рівну рухливість з танками, стояло складне завдання перевозити близько 10 осіб (7—8 чоловік десанту плюс 2—3 людини екіпажу) і при цьому не відставати від танків (екіпаж яких вже під час Другої світової не перевищував 5 осіб), бойові машини піхоти (особливо перших серій) отримали вкрай слабку броню і дуже слабке власне озброєння.
Природно, що БМП, які діють в одному бойовому порядку з танками, але не володіють танкової бронею, є набагато простішою мішенню для супротивника. А знищення супроводу позбавляє танки необхідної підтримки. Крім того, поява на полі бою ручних протитанкових гранатометів і переносних протитанкових ракетних комплексів перетворили практично кожного піхотинця противника в украй небезпечну для танків бойову одиницю. В таких умовах необхідно або радикально підвищити захист бойових машин піхоти (що і було зроблено в ряді країн: Ахзарит, БМПВ-64), або замінити піхоту на якийсь інше ефективний засіб підтримки танків. Реалізацією другої концепції і стала БМПТ.

## Перспективи
Кардинально новий підхід до вирішення питання супроводу танків на поле бою негативно позначився на долі даного класу машин. Незважаючи на перспективність цього підходу, він фактично вимагає перебудування всієї концепції ведення сучасної війни, а значить і кардинальної зміни організаційно-штатної структури збройних сил, що в свою чергу вимагає великих фінансових і організаційних зусиль.

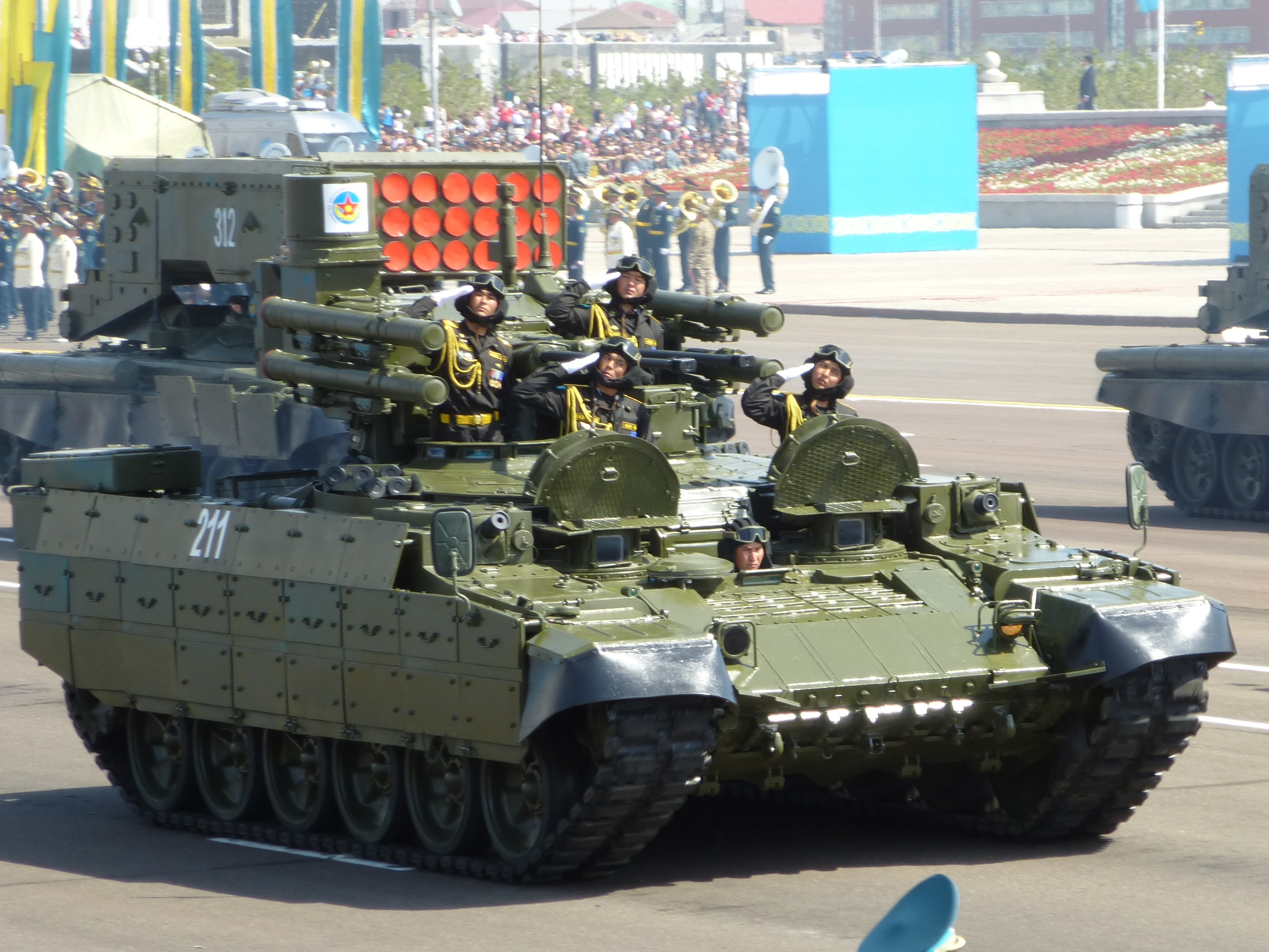
БМПТ «Об'єкт 199» на військовому параді у м. Астана 7 травня 2015 року

Станом на листопад 2012 року, БМПТ прийняті на озброєння тільки в Республіці Казахстан. Армія Казахстану бачить застосування прийнятих на озброєння БМПТ як машини командира протитанкового підрозділу: одна БМПТ, озброєна ракетами типу 9М120—1 (9М120—1Ф), на три бойові машини 9П149 СПТРК «Штурм-С», озброєних ракетами типу «Штурм» 9М114 (9М114Ф) і «Атака» 9М120 (9М120Ф) і 9М120—1 (9М120—1Ф). У цій якості БМПТ демонструвалися на бойовому параді 7 травня 2013 року на полігоні Отар, при цьому, після виконання чотирьох пусків протитанкових керованих ракет 9М120—1 з БМПТ № 501 і 503, було продемонстровано можливості БМПТ виконувати функції бойової охорони БМ 9П149 вогнем стрілецько—гарматного озброєння.
На виставці RAE-2013 пройшла світова прем'єра БМПТ-72 (Об'єкт 183), виконаної на базі шасі танка Т-72. Серійне виготовлення БМПТ-72 задекларовано на сайті ВАТ «НПК „Уралвагонзавод“» в розділі «Спецпродукція» під назвою «Бойова машина вогневої підтримки Термінатор-2», при цьому БМПТ на шасі Т-90 (Об'єкт 199) має назву «Бойова машина вогневої підтримки Термінатор».

## Бойове застосування

### Інтервенція росії в Сирію
27 червня 2017 року на авіабазі «Хмеймім» Росія представила сирійському диктатору Башару Асаду новий, досі не оприлюднений, варіант бойової машини підтримки танків.